# كيفن شيبارد
كيفن شيبارد (بالإنجليزية: Kevin Sheppard)‏ (17 سبتمبر 1979 في الولايات المتحدة - ) هو لاعب كرة سلة ولاعب كرة قدم أمريكي في مركز الهجوم، شارك في بطولة أمم الأمريكتين لكرة السلة 2009 و2003 Centrobasket ‏ و2014 Centrobasket ‏ ودورة الألعاب الأمريكية 2007 و2008 Centrobasket ‏ و2006 Centrobasket ‏ وبطولة أمم الأمريكتين لكرة السلة 2007 وبطولة أمم الأمريكتين لكرة السلة 2003. وشارك مع منتخب الجزر العذراء الأمريكية لكرة القدم. أما مع النوادي، فقد لعب مع Azad University Tehran BC ‏.

## وصلات خارجية
- كيفن شيبارد على موقع الاتحاد الدولي لكرة السلة (الإنجليزية)
- كيفن شيبارد على موقع كرة السلة الأوروبية.كوم (الإنجليزية)
- كيفن شيبارد على موقع كلية كرة السلة في سبورتس رفرنس.كوم (الإنجليزية)
- كيفن شيبارد على موقع ريلجم (الإنجليزية)
- كيفن شيبارد على موقع بروبوليرز (الإنجليزية)
- كيفن شيبارد على موقع قاعدة بيانات كرة القدم.إي يو (الإنجليزية)